# Cabaret (Haiti)
Cabaret (em crioulo, Kabarè), é uma comuna do Haiti, situada no departamento do Oeste e no arrondissement de Arcahaie. De acordo com o censo de 2003, sua população total é de 63450 habitantes.